# Финляндский 20-й драгунский полк
20-й драгунский Финляндский полк — кавалерийская воинская часть Русской императорской армии. Входил в состав 22-го армейского корпуса.
Старшинство: 4.12.1901 года. Полковой праздник: 25 декабря, день Рождества Христова.

## История
4 декабря 1901 года в Вильманстранде взамен упразднённого Финского драгунского полка из взводов, выделенных по одному из драгунских полков: Московского, Новороссийского, Каргопольского, Кинбурнского, Новотроицко-Екатеринославского, Глуховского, Астраханского, Санкт-Петербургского, Смоленского, Литовского, Ольвиопольского, Курляндского, Харьковского, Волынского, Вознесенского, Сумского, Елисаветградского, Александрийского, Белорусского, Павлоградского, Мариупольского, Клястицкого и Лубенского сформирован шестиэскадронный 55-й драгунский Финляндский полк.
6 декабря 1907 года переименован в 20-й драгунский Финляндский полк.
После начала Первой мировой войны вместе с полком Офицерской кавалерийской школы вошёл в состав 4-й отдельной кавалерийской бригады. С 28 декабря 1916 года — в составе 17-й кавалерийской дивизии (20-й драгунский Финляндский полк, полк Офицерской кавалерийской школы, 5-й Горждинский и 10-й Рыпинский пограничные конные полки).

17-я кавалерийская дивизия генерала Каныцина была образована в 1917 году под Ригой и сколько-нибудь выдающихся дел не имела (в нее вошла 4-я отдельная кавалерийская бригада — Финляндский драгунский и Офицерской кавалерийской школы полки — 5-й и 10-й конные пограничные).— Керсновский А. А. История Русской армии
Подразделения полка активно действовали в Прибалтике летом 1915 г. В-частности, спешенный эскадрон драгун полка участвовал в десантной операции у мыса Домеснес и хорошо проявил себя в ней.

## Командиры полка
- 04.12.1901 — 25.04.1903 — полковник Григорков, Александр Антонович
- 17.05.1903 — 12.05.1907 — полковник Соколовский, Александр Васильевич
- 12.05.1907 — 04.09.1910 — полковник Ванновский, Сергей Петрович
- 04.09.1910 — 15.04.1911 — флигель-адъютант полковник Скоропадский, Павел Петрович
- 20.04.1911 — 24.12.1913 — полковник (с 24.12.1913 генерал-майор) Шевич, Георгий Иванович
- 07.01.1914 — 25.07.1914 — полковник Головин, Николай Николаевич
- 25.07.1914 — 13.03.1915 — полковник Крылов, Александр Евгеньевич
- 27.03.1915 — 05.02.1917 — полковник (с 28.08.1916 генерал-майор) князь Меликов, Николай Леванович
- 05.02.1917 — 14.04.1917 — полковник Энгельгардт, Пётр Викторович
- 14.04.1917 — 19.05.1917 — полковник Резников, Дмитрий Павлович
- 21.06.1917 — полковник Гагарин, Владимир Николаевич

## Известные люди, служившие в полку
- Иванов, Пётр Самсонович
- Седулин, Эрнест Жанович
- Ширинский-Шихматов, Юрий Алексеевич